# Martin Otčenáš
Martin Otčenáš (ur. 25 sierpnia 1987 w Popradzie) – słowacki biathlonista, dwukrotny uczestnik igrzysk olimpijskich i wielokrotny mistrzostw świata.

## Osiągnięcia

### Igrzyska olimpijskie
| Rok  | Miejscowość | Konkurencje | Konkurencje | Konkurencje | Konkurencje | Konkurencje | Konkurencje | Konkurencje |
| Rok  | Miejscowość | IN          | SP          | PU          | MS          | RL          | MR          | SR          |
| ---- | ----------- | ----------- | ----------- | ----------- | ----------- | ----------- | ----------- | ----------- |
| 2014 | Soczi       | –           | 67.         | –           | –           | –           | –           | nd.         |
| 2018 | Pyeongchang | 84.         | 52.         | 27.         | –           | 18.         | 20.         | nd.         |

### Mistrzostwa świata
| Rok  | Miejscowość          | Konkurencje | Konkurencje | Konkurencje | Konkurencje | Konkurencje | Konkurencje | Konkurencje |
| Rok  | Miejscowość          | IN          | SP          | PU          | MS          | RL          | MR          | SR          |
| ---- | -------------------- | ----------- | ----------- | ----------- | ----------- | ----------- | ----------- | ----------- |
| 2011 | Chanty-Mansyjsk      | –           | –           | –           | –           | 18.         | –           | nd.         |
| 2012 | Ruhpolding           | 66.         | –           | –           | –           | 12.         | –           | nd.         |
| 2013 | Nové Město na Moravě | –           | 91.         | –           | –           | –           | –           | nd.         |
| 2015 | Kontiolahti          | 88.         | 65.         | –           | –           | 11.         | 17.         | nd.         |
| 2016 | Oslo                 | 63.         | 25.         | 30.         | –           | 12.         | 17.         | nd.         |
| 2017 | Hochfilzen           | 65.         | 47.         | 24.         | –           | 12.         | 12.         | nd.         |
| 2019 | Östersund            | 56.         | 54.         | 51.         | –           | 18.         | 12.         | –           |
| 2020 | Anterselva           | 71.         | 13.         | 26.         | 30.         | 17.         | 19.         | –           |

### Mistrzostwa świata juniorów
| Rok  | Miejscowość | Konkurencje | Konkurencje | Konkurencje | Konkurencje | Konkurencje | Konkurencje | Konkurencje |
| Rok  | Miejscowość | IN          | SP          | PU          | MS          | RL          | MR          | SR          |
| ---- | ----------- | ----------- | ----------- | ----------- | ----------- | ----------- | ----------- | ----------- |
| 2008 | Ruhpolding  | 57.         | 34.         | 30.         | –           | 12.         | nd.         | nd.         |

### Puchar Świata

#### Miejsca w klasyfikacji generalnej
| Sezon     | Miejsce |
| --------- | ------- |
| 2008/2009 | -       |
| 2009/2010 | -       |
| 2010/2011 | -       |
| 2011/2012 | -       |
| 2012/2013 | -       |
| 2013/2014 | -       |
| 2014/2015 | 75.     |
| 2015/2016 | 64.     |
| 2016/2017 | 75.     |
| 2017/2018 | 66.     |
| 2018/2019 | 68.     |
| 2019/2020 | 61.     |